# Robert Olby
Robert Cecil Olby (geboren am 4. Oktober 1933 in Beckenham; gestorben am 31. Dezember 2020 in Willow Spring, North Carolina) war Professor am Institut für Geschichte und Philosophie der Wissenschaften an der University of Pittsburgh.

## Akademischer Lebenslauf
Robert Olby war Dozent an der University of Leeds in England. Er war bekannt als Kenner der Geschichte der Biologie im 19. und 20. Jahrhundert. Seine Spezialgebiete waren Genetik und Molekularbiologie. Er hat Beiträge zum 50. Jahrestag der Entschlüsselung der DNA-Struktur verfasst und war ein gefragter Teilnehmer bei populärwissenschaftlichen Veröffentlichungen. Seine Biografie von Francis Crick, die mit Unterstützung der National Science Foundation und einem Archives Fellowship des Churchill College der Universität Cambridge verfasst wurde, konnte aufgrund Protesten Cricks erst nach dessen Tod von der Cold Spring Harbor Laboratory Press veröffentlicht werden. Die Arbeit an dieser Biografie war einer der Höhepunkte in der wissenschaftlichen Karriere Olbys, da er für die Abfassung des Werkes zahlreiche Interviews mit führenden Wissenschaftlern wie John Desmond Bernal, Sydney Brenner, Francis Crick, Aaron Klug, Max Perutz, James D. Watson und Maurice Wilkins führte. Sein bedeutendster Beitrag zur Geschichte der Biologie im 20. Jahrhundert ist das Buch The Path to the Double Helix: The Discovery of DNA, das 1974 erstveröffentlicht und von Autor 1994 in einer zweiten Auflage erweitert wurde. Das umfassende Werk "The History of the University of Cambridge" nimmt dabei direkt Bezug auf Olbys Beiträge.

## Veröffentlichungen
- Charles Darwin. Oxford University Press, London 1967.
- Early Nineteenth Century European Scientists; Pergamon Press, 1967. ISBN 0-415-14578-3
- The Origins of Mendelism. Constable 1966. ISBN 0-226-62592-3
- The Path to the Double Helix: The Discovery of DNA. University of Washington Press, Seattle 1974, 1994. ISBN 0-486-68117-3
- Companion to the History of Modern Science (ed.); Routledge, London 1990. ISBN 0-415-01988-5
- Francis Crick: Hunter of Life's Secrets. Cold Spring Harbor Laboratory Press, 2009. ISBN 978-0-87969-798-3[4]